# Charles Williams (écrivain britannique)
Pour les articles homonymes, voir Williams et Charles Williams.
Charles Walter Stansby Williams est un écrivain britannique né le 20 septembre 1886 à Londres et mort le 15 mai 1945 à Oxford. Il est auteur de romans, de poèmes, de critiques littéraires et d'ouvrages théologiques.
Il fut membre des Inklings de 1939 à sa mort, et fut particulièrement proche de C. S. Lewis, qu'il influença profondément pour le troisième tome de sa « trilogie cosmique », Cette hideuse puissance (1945).

## Œuvres

### Romans
- 1930 : War in Heaven (traduit en français : La Guerre du Graal, éd. Terrain Vague, 1989)
- 1931 : Many Dimensions
- 1931 : The Place of the Lion
- 1932 : The Greater Trumps
- 1933 : Shadows of Ecstasy
- 1937 : Descent into Hell
- 1945 : All Hallows' Eve
- 1935 : Et in Sempiternum Pereant

### Poésie
- 1930 : Divorce
- 1931 : Poems of Conformity
- 1937 : Windows of Night
- 1945 : Taliessin Through Logres